# Dajla Douici
Dajla Douici est une actrice et chanteuse tunisienne, connue pour son rôle de Rihem (surnomnée « Balha ») dans la série télévisée Njoum Ellil,.
En novembre 2014, sous le pseudonyme d'El Dej, elle sort un premier album, Part of Life, produit par Ahmed Galai et Doc Mo.

## Filmographie

### Cinéma
- 2004 : Noce d'été de Mokhtar Ladjimi
- 2014 : Feu (court métrage) de Nejma Zeghidi[4]

### Télévision
- 2009-2013 : Njoum Ellil de Madih Belaïd et Mehdi Nasra : Rihem alias Balha
- 2013 : Le Braquage (épisode 5) sur Nessma
- 2014-2015 : School

### Vidéos
- 2013 : Matadhrabnich (Ne me frappe pas), campagne pour la réforme du système policier

## Théâtre
- 2011 : L'Avenue d'Ayoub Jaouadi

## Musique

### Répertoire
- Remets toi en cause, en duo avec Halim Yousfi
- La Vérité, paroles d'El Dej
- Ya Chéraâ, paroles de Khlif Amal et composé par Ahmed Galai
- Heart & Soul, paroles d'El Dej et composé par Ahmed Galai
- Human Call, paroles de Halim Yousfi
- Life Goes On, en duo avec Lady Sam
- 999, en duo avec Satour Chopper
- Blessed, paroles d'Imen Amaimia Santacana
- Je me bats, paroles d'El Dej
- Another Chance to Do Good, paroles d'Imen Amaimia Santacana
- Confession, paroles d'El Dej
- Belle Tunisie, paroles d'Imen Amaimia Santacana
- Twahachtek (Tu me manques), paroles d'Amal Claudel et composé par Ahmed Galai

### Clips
- 2014 : Another Chance to Do Good, réalisé par No One
- 2014 : Twahachtek (Tu me manques), réalisé par Ahmed Chaibi